# صحيفة الأوقات الأمريكية الأصلية
صحيفة الأوقات الأمريكية الأصلية؛ (بالإنجليزية: The Native American Times)‏ كانت صحيفة على مستوى ولاية تاليكوا، أوكلاهوما والتي بدأت توزيعها المطبوع في شهر ديسمبر عام 2009. بصفتها الأوقات الأصلية Native Times، تواصل نشر المقالات الأصليّة عبر الإنترنت بالإضافة إلى مقالات أخرى من المنافسين ووكالات الأنباء ذات السمعة الطّيبة.
صوت فريد لـ 585 "معترف بهم فدراليًا" والعديد من القبائل الهنديّة الأخرى عبر أمريكا الشّمالية، تمّ تقليص حجم صحيفة التّايمز بشكل منهجي بسبب فقد عائدات الإعلانات المطبوعة.

## النشاطات
توفر صحيفة The Times أيضًا وظيفة حيوية للشركات المحلية ورجال الأعمال والفنّانين والمهنيّين للإعلان والتذواصل، وهي في شراكة مع غرفة التّجارة الهندية الأمريكيّة [الإنجليزية] بالإضافة إلى العديد من الوكالات الحكوميّة وأخرى.
يقوم موقع Nativetimes.com بأرشفة الإصدارات بتنسيق ملف PDF مجانًا وتمّ تشغيله بواسطة ليزا سنيل، عضو Cherokee Nation، الذي عمل كناشر للصّحيفة. توقفت شركة سنيل عن الطّباعة في شهر أبريل عام 2014، بسبب نقص عائدات الإعلانات، لكنّها حافظت على موقعها على الإنترنت. تمّ طرح صحيفة Native American Times للبيع في أوائل عام 2017. 
تتولّى الكاتبة والصّحفية أندريا لينيت لونج منصب رئيس تحرير صحيفة Native American Times بعد بضعة أشهر فقط من المساهمة بشكل عام من مدينة نيويورك ودالاس، تكساس. لونج، 39 عامًا، هو خريج عام 2001 من جامعة أوكلاهوما ويحمل درجة بكالوريوس الآداب في علم النّفس. إنّها المنتج الوحيد لاتحاد دونالد إي لونج وعايدة إستر جونسون (مورا سيكويريا) وهي خرّيجة من الجيل الثّالث من مدرسة Yuchi Mission Indian الدّاخلية المرموقة وذات الشّهرة العالميّة وهناك حضر جدّها ML Long وBarbara Riederer في أوائل الخمسينيّات.
يقوم لونج أيضًا بتحرير مجلّة اسمها Native Oklahoma ويساهم في وكالة أنباء Caracal Reports ومقرّها نيويورك. تخطّط منذ فترة طويلة لإعادة طباعة صحيفة التّايمز وتوزيعها بحلول يونيو 2019.
عام 2019، تخطّط لونج لطباعة الصّحيفة وتوزيعها على مستوى البلاد من خلال إنشاء منفذ Indian Associated Press مما يسمح لجميع الوكالات بالإبلاغ عن أخبارها المحلية دون الحاجة إلى تشغيل شركات إعلامية مستقلّة، مما يسمح بمسرد رئيسيّ للبيانات والحقائق لجميع القبائل. بدأت المحادثات في أواخر شهر أكتوبر بالاشتراك مع مكتب الشّؤون الهنديّة بعد أن أعلن وزير الدّاخلية رايان زينكي أنّه سيتم إعادة تنظيم BIA بعد أكثر من 100 عام كوكالة شريكة فيدراليّة. يخطّط وزير الدّاخلية لإغلاق المكاتب الإقليميّة في جميع أنحاء البلاد في محاولة لخفض التّكاليف ولكن عملية التّنظيف لن تساعد في الاحتيال القبلي المستمر الذي يحدث في صناعة ألعاب الكازينو. أعرب المئات من المواطنين القبليين في المنتديات عن غضبهم بعد تذكير المكتب بتاريخ أكثر من 100 عام من عدم قدرة الحكومة الفيدراليّة وعدم رغبتها في الالتزام بالمعاهدات التي اقترحتها. ستظل صحيفة التايمز في الوقت الحالي بمثابة رسالة إخبارية مجانية أثناء التحول إلى صحيفة مطبوعة كاملة التنسيق، وستظل مجانية على الإنترنت. ومن المقرر الاشتراكات عبر الإنترنت والمطبوعة في أوائل عام 2019.

## روابط خارجية
- صفحة الويب الرسمية
- الأوقات الأمريكية الأصلية في أرشيف الإنترنت
- www.alogician.com
- www.sapulpatimes.com
- www.caracalreports.com